# カッシオドルス

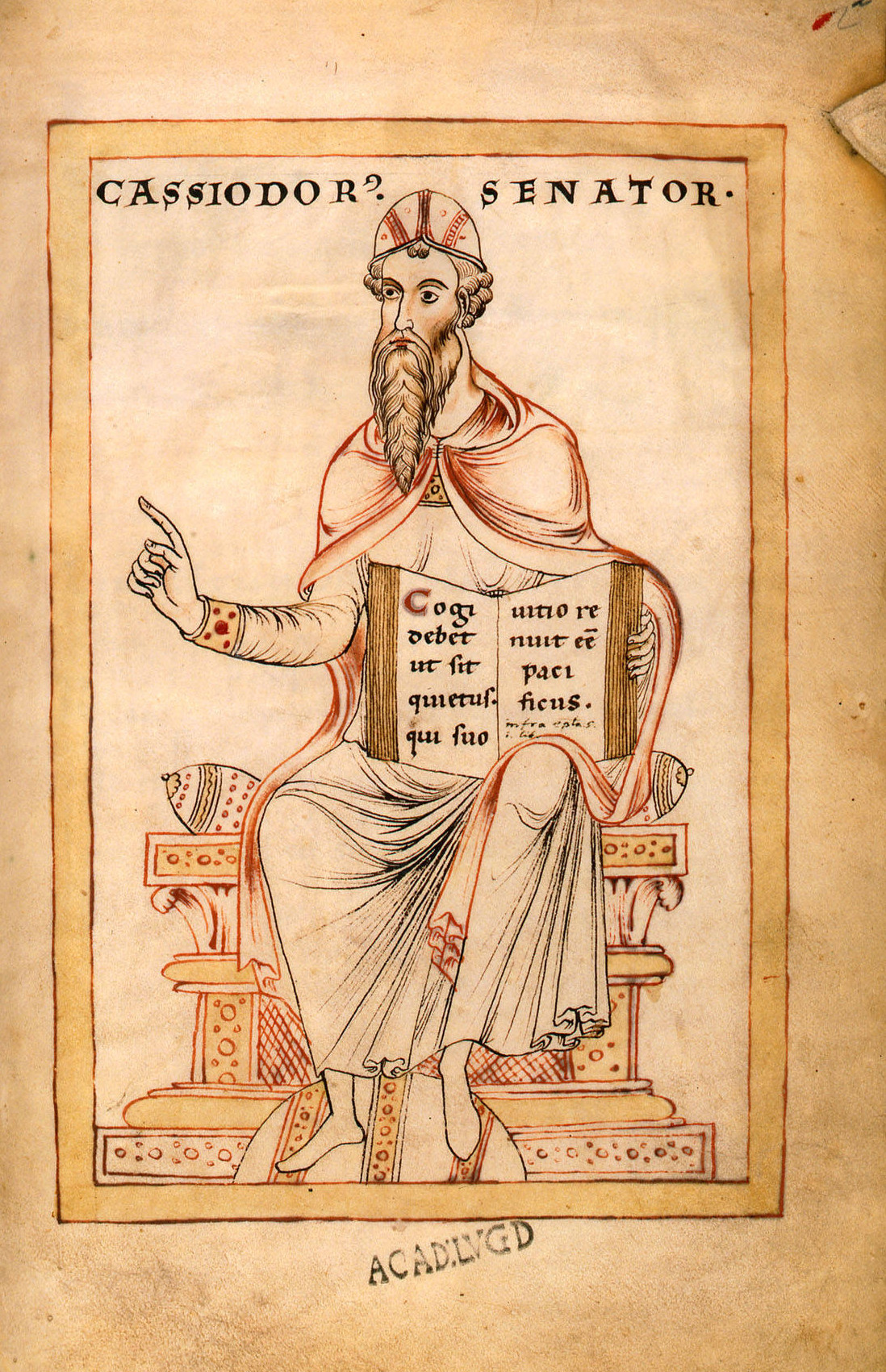
カッシオドルス

フラウィウス・マグヌス・アウレリウス・カッシオドルス・セナトル（Flavius Magnus Aurelius Cassiodorus Senator, 485年頃 - 585年頃）は、一般にカッシオドルスとして知られるローマ人の政治家、著述家である。514年の執政官。東ゴート王国のテオドリック大王に仕えた。セナトル（Senator）は名前の一部であり、役職ではない。

## 略歴
カッシオドルスは南イタリアのカタンザーロに近いシレチウムで生まれた。彼の経歴は、シチリアを治めていた父の下で参議を務めたことに始まる。彼はまたごく若い頃から法学の研究で有名であった。507年から511年頃にクァエストル、514年にコンスル、そしてテオドリックの下で、それから大王の後を継いだ若きアタラリックの下では宰相と重職を歴任しながら、カッシオドルスは政治問題についてのおびただしい記録と信書を残している。ゴートの立法府で彼のふるった筆は、近代の読者にとってもきわめて整い、巧みなものに見え、注目に値すると考えられる。ラヴェンナ時代の彼が常にそうであったように、重要な政治文書はしばしば彼に起草が任されていたほどであった。イタリアの行政長官に任じられたときが彼の全盛期であり、東ゴートの市政をよく治め、最高の名誉でもってその職歴のしめくくりとした。カッシオドルスは教皇アガペトゥス1世とも手をとりあい、ローマでのキリスト教教育を助けるために、ウィウァリウムの修道院にギリシャ語とラテン語の文書をおさめた図書館をつくった。
- ジェイムズ・オドネルはこう記している。

| 「 | 523年に若くして成功したボエティウスの昇進をカッシオドルスが受け入れていたことは疑いようも無い。ボエティウスは1年もたたないうちに行政長官という栄光の座を追われ、牢獄にいれられて後に処刑された。つけくわえるならば、ボエティウスの義父（であり養父の）シンマクスは、その頃には老政治家として名を馳せていたが、ボエティウスが断頭台送りになることをたすけている。当時のローマを牛耳っていた貴族政治の元老議員とラヴェンナでゴート族の支配を望んでいた者たちとの間で対立が深まったことが全ての原因だった。しかし、カッシオドルスの「ヴァリアエ」を読んだ人間は、そんなことが起こっていたとは夢にも思わないだろう。 | 」 |

ボエティウスの死について言及した公文書は、カッシオドルスが精選したものには存在しない。
アタラリックは534年の初め頃に亡くなり、その後のカッシオドルスの表舞台での活躍は、ビザンチン帝国の征服と、東ゴート王国内での陰謀とも関わりをもつことになる。カッシオドルスの後継者はコンスタンティノープルから任命されているし、彼の最後の文書はウィティギスの名を冠するものだった。
537年から538年頃、彼はイタリアからコンスタンティノープルに移った。そこでおよそ20年間を過ごし、宗教的な探求に身を置いた。また彼はユスティニアヌス帝のもとでクエストルをしていた宗教家のユニリウスと出会っている。コンスタンティノープルへの旅行は彼の宗教的知識の増進につながった。
カッシオドルスは6世紀の大分裂の原因となっていた、文化的な断絶を埋めることも試みている。すなわち東と西、ギリシャ文化とラテン文化、ローマ人とゴート人、カトリックの人々と彼らを支配していたアリウス派の王との間の橋渡しである。西暦を考案したディオニュシウス・エクシグウスについて、カッシオドルスは「綱要 Institutions」のなかで好意的に語っている。
引退後は、イオニア海辺の彼の家族の土地に、ウィウァリウムの修道院をつくり、著書も宗教的なものになっていく。

### ウィウァリウムの修道院
そこには2つの建物がある。共住修道院と修養所であり、隠遁を望む人々のために建てられた。ウィウァリウムの修道院は、共住修道士を受け入れ、ともに隠棲することができるようにする施設だった。ウィウァリアムはたとえばベネディクト会のそれのような厳格な修道会の掟には従っていないようにみえるが、もとよりカッシオドルスの「綱要」は修道士の学びを手助けするものであった。そのために、「綱要」の大部分はウィウァリウムの書架で利用することを想定して書かれているのである。「綱要」の第1部はキリスト教文書を扱っており、「詩編講解」（Expositio Psalmorum）とあわせて読むことが意図されている。2冊目は自由七科を扱い、大量のギリシャ語とラテン語の文献が示され、さらなる研究のために、筆写と翻訳のための写字室がウィウァリウムには備えられていた。
世俗的な事柄を学ぶことを奨励しながらも、カッシオドルスはそれらがキリストの神性を学ぶことのたすけに大きく役立つと考えていたことは明らかだ。それはアウグスティヌスの姿勢にも通じるものがある。また一方で彼は、ギリシャ語による科学の知識を保存し、伝えることには寄与していないともいえる。
ウィウィリウムの修道院はついには解散し、忘れられてしまう。しかしおよそ630年ごろまではまだ活動していて、その頃の僧侶たちはアウグスティヌスの教えをコンスタンティノープルから学んでいた。まだ枯れずにあった聖なるものの源泉が満ち満ちることに貢献していたのだ。

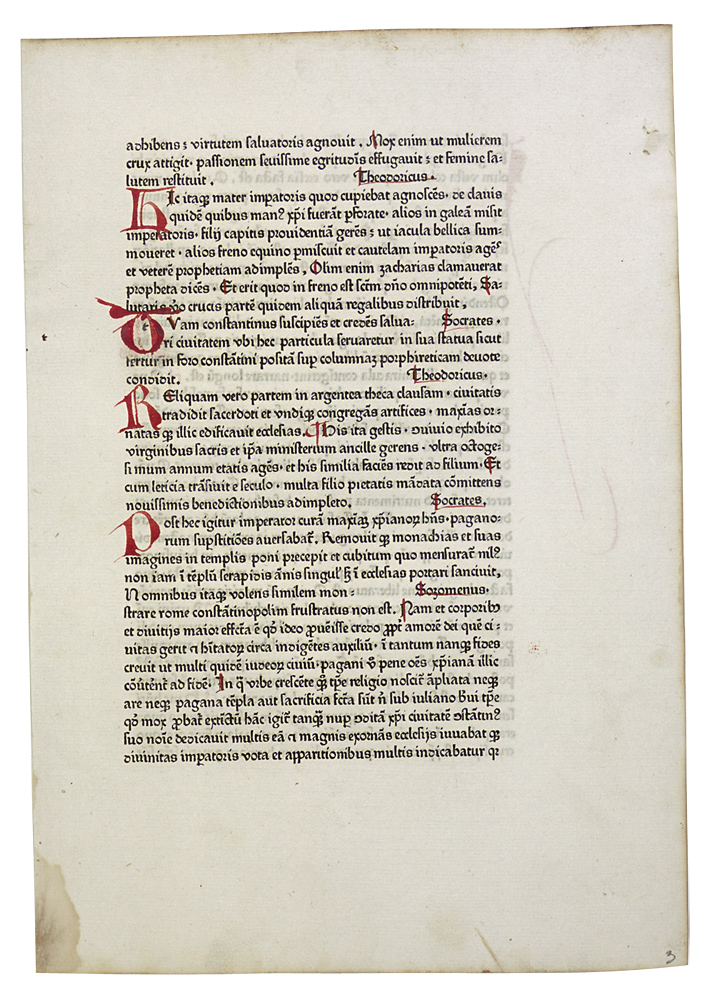
3巻本の歴史書の１ページ
(1472年に印刷されたもの)

## 著作
- Laudes (very fragmentary published panegyrics on public occasions)
- Chronica, (ending at 519) uniting all world history in one sequence of rulers, a union of Goth and Roman antecedents, flattering Goth sensibilities as the sequence neared the date of composition
- Gothic History (526-533), survives only in Jordanes' abridgment, which must be considered a separate work
- Variae epistolae (537), Theodoric's state papers. Editio princeps by M. Accurius (1533). English translations by Thomas Hodgkin The Letters of Cassiodorus (1886); S.J.B. Barnish Cassiodorus: Variae (Liverpool: University Press, 1992) ISBN 0-85323-436-1
- Expositio psalmorum (Exposition of the Psalms)
- De anima ("On the Soul") (540)
- Institutiones Divinarum et Saecularium Litterarum (543-555)
  - 田子多津子訳「綱要」『中世思想原典集成 第5巻 後期ラテン教父』上智大学中世思想研究所編訳・監修、平凡社、1993年 ISBN 978-4582734157
- De Artibus ac Disciplinis Liberalium Litterarum ("On the Liberal Arts")
- Codex Grandior (a version of the Bible)